# San Gennaro fuori le mura
A San Gennaro fuori le mura vagy San Gennaro extra Moenia (azaz falakon túli San Gennaro) Nápoly egyik legrégebbi temploma. A Capodimonte múzeumhoz vezető út mentén áll. A város ókeresztény építészetének egyik példája.

## Leírása
A templomot, amelynek története a 4. századra vezethető vissza, a 11. és 15. századokban kibővítették, majd a 17. században barokkosították. A kolostorát 1648-ban kórházzá alakították át. A 20. század eleji restaurálási munkálatok során nagyrészt eredeti formájában állították helyre. A háromhajós templomban keverednek a késő gótikus, reneszánsz és ókeresztény építészeti stílusjegyek. Mivel a templom hosszú ideig elhagyatott volt, értékes műtárgyait a városi múzeumba helyezték át. Hosszas restaurálási munkálatok után 2008-ban nyitotta meg ismét kapuit. A templom ma is egy kórházi épületegyüttes része.
A templom alapja összeköttetésben van a Szent Januarius-katakombákkal, amely a legnagyobb hasonló jellegű építmény Dél-Olaszországban. 